# 紀元前559年
紀元前559年（きげんぜん559ねん）は、西暦（ローマ暦）による年。紀元前1世紀の共和政ローマ末期以降の古代ローマにおいては、ローマ建国紀元195年として知られていた。紀年法として西暦（キリスト紀元）がヨーロッパで広く普及した中世時代初期以降、この年は紀元前559年と表記されるのが一般的となった。

## 他の紀年法
- 干支 : 壬寅
- 日本
  - 皇紀102年
  - 綏靖天皇23年
- 中国
  - 周 - 霊王13年
  - 魯 - 襄公14年
  - 斉 - 霊公23年
  - 晋 - 悼公14年
  - 秦 - 景公18年
  - 楚 - 康王元年
  - 宋 - 平公17年
  - 衛 - 献公18年
  - 陳 - 哀公10年
  - 蔡 - 景侯33年
  - 曹 - 成公19年
  - 鄭 - 簡公7年
  - 燕 - 武公15年
  - 呉 - 諸樊2年
- 朝鮮
  - 檀紀1775年
- ユダヤ暦 : 3202年 - 3203年

## できごと

### オリエント
- キュロス2世がペルシア王位を継承（ - 紀元前530年）。

### 中国
- 晋・斉・魯・宋・衛・鄭・曹の大夫らが呉の向で会合し、呉のために楚を攻撃する計画を議論した。
- 呉王諸樊は末弟の季札に王位を譲ろうとしたが、季札が固辞したため諦めた。
- 晋・斉・魯・宋・衛・鄭・曹の軍が秦を攻撃した。
- 衛の献公が斉に亡命した。
- 晋が新軍を廃止した。
- 莒が魯の東辺に侵攻した。
- 楚の子嚢（公子貞）が軍を率いて呉を攻撃した。
- 晋・魯・宋・衛・鄭の大夫らが戚で会合した。